# برول (رود)
برول رودی است که از کشور آلمان می‌گذرد و از طریق رود سیگ به رود راین می پیوندد.